# Katrin Kalex
Katrin Kalex (14 februari 1979) is een Duits voormalig langebaanschaatsster. Ze deed in 2003(13e) en 2005(24) mee aan de wereldkampioenschappen allround. Ook deed ze drie keer mee aan het ek allround; in 2002(11e), 2003(7e) en 2005(14e). Op de Duitse nationale kampioenschappen behaalde ze viermaal een bronzen medaille. 

## Records

### Persoonlijke records[1]
| Afstand    | Tijd    | Datum | Baan           |
| ---------- | ------- | ----- | -------------- |
| 500 meter  | 40,46   | 2005  | Moskou         |
| 1000 meter | 1.17,79 | 2005  | Calgary        |
| 1500 meter | 1.58,57 | 2005  | Salt Lake City |
| 3000 meter | 4.08,10 | 2005  | Salt Lake City |
| 5000 meter | 7.17,22 | 2005  | Heerenveen     |